# Résolution 44 du Conseil de sécurité des Nations unies
Membres permanents
- Chine
- États-Unis
- France
- Royaume-Uni
- URSS

Membres non permanents
- Argentine
- Belgique
- Canada
- Colombie
- Syrie
- RSS d'Ukraine

Résolution no 43 Résolution no 45
La résolution 44 du Conseil de sécurité des Nations unies  est une résolution du Conseil de sécurité des Nations unies adoptée le 1er avril 1948.
Après avoir reçu les rapports demandés dans la résolution 42, elle invite le secrétaire général, conformément à l'article 20 de la Charte des Nations unies à convoquer une session extraordinaire de l'Assemblée générale des Nations unies pour poursuivre l'examen de la question du gouvernement futur de la Palestine.
La résolution a été adoptée avec deux abstentions venant de la république socialiste soviétique d'Ukraine et de l'Union soviétique.

## Texte
- Résolution 44 sur fr.wikisource.org
- Résolution 44 sur en.wikisource.org